# 刘逖
劉逖（525年—573年11月18日），字子長，彭城郡彭城縣叢亭里（今江蘇省徐州市）人，北齊詩人。
祖父劉芳，北魏太常卿。父劉戫，金紫光祿大夫。少時聰敏，好遊獵，以行樂為事，後倦於羈旅，發憤讀書，「留心文藻」，被聘為功曹。北齊文宣帝初年，為定陶令。廢帝高殷時曾出使南梁。武成帝時，任中書侍郎、給事黃門侍郎、散騎常侍，待詔文林館。武平四年十月辛丑（573年11月18日），崔季舒與張雕虎、劉逖、封孝琰、裴澤、郭遵等諫止後主高緯前往晉陽，以謀反罪處斬。其詩今存4首，逯钦立辑入《先秦汉魏晋南北朝诗》。

## 延伸阅读
[在维基数据编辑]
 《北齊書·卷45》，出自李百药《北齊書》